# Паллум, Прийт
Прийт Паллум (эст. Priit Pallum; 2 февраля 1964, Таллин, Эстонская ССР) — эстонский дипломат.

## Биография
В 1989 году окончил экономический факультет Тартуского университета.
С 1991 года — на работе в Министерстве иностранных дел Эстонии.
В 1998—1999 годах был послом Эстонии в ООН и других международных организациях в Женеве, а также постоянным представителем Эстонии во Всемирной торговой организации.
В 2000—2002 годах работал заместителем министра по внешнеэкономической политике и консульским делам, затем до 2006 года — посол Эстонии в Нидерландах. Позже, директор Департамента внешнеэкономической политики и развития сотрудничества Министерства иностранных дел Эстонии.
В 2010—2014 годах — Посол Эстонии в Венгрии, Хорватии и Словении. В 2018—2021 годах — Посол Эстонии в Греции, Албании и на Кипре. С 2021 года работает послом Эстонии, постоянным представителем при Организации экономического сотрудничества и развития и ЮНЕСКО в Париже.